# Linda Ferga-Khodadin
Linda Ferga-Khodadin (geb. Ferga; * 24. Dezember 1976 in Paris) ist eine französische Leichtathletin, die ihre größten Erfolge im 100-Meter-Hürdenlauf hatte.
Sie begann ihre Karriere als Weitspringerin. 1997 wurde sie Elfte bei den Hallenweltmeisterschaften in Paris und schied bei den Weltmeisterschaften in Athen in der Qualifikation aus. Im Jahr darauf gewann sie Bronze im Weitsprung bei den Halleneuropameisterschaften in Valencia. Bei den Europameisterschaften in Budapest wurde sie Siebte im Weitsprung und Achte über 100 Meter Hürden.
Von 1999 an konzentrierte sie sich auf den Hürdenlauf und wurde im selben Jahr Fünfte über 60 Meter Hürden bei den Hallenweltmeisterschaften in Maebashi. 2000 gewann sie bei den Halleneuropameisterschaften in Gent über 60 Meter Hürden Gold und wurde bei den Olympischen Spielen in Sydney Siebte. In der 4-mal-100-Meter-Staffel wurde sie mit der französischen Mannschaft Vierte.
2001 folgte auf einen sechsten Platz über 60 Meter Hürden bei den Hallenweltmeisterschaften in Lissabon ein siebter Platz bei den Weltmeisterschaften in Edmonton. 2002 erhielt sie bei den Halleneuropameisterschaften in Wien nachträglich die Goldmedaille zugesprochen, nachdem die ursprünglich Erstplatzierte Glory Alozie disqualifiziert wurde, weil der nigerianische Leichtathletikverband ihr noch keine Startberechtigung für Spanien erteilt hatte.
Nach einem Halbfinalaus bei den Europameisterschaften 2002 in München wurde sie 2003 Fünfte bei den Hallenweltmeisterschaften in Birmingham. Bei den Weltmeisterschaften in Paris/Saint-Denis wurde sie im Halbfinale disqualifiziert.
2004 gewann sie Bronze bei den Hallenweltmeisterschaften in Budapest, kam aber bei den Olympischen Spielen in Athen über den Vorlauf nicht hinaus. Bei den Weltmeisterschaften 2005 in Helsinki kam sie ins Halbfinale, erreichte dort aber nicht das Ziel.
1997 wurde sie Französische Meisterin im Weitsprung, 2005 über 100 Meter Hürden. In der Halle holte sie 1999 und 2001 den nationalen Titel über 60 Meter Hürden.
Linda Ferga-Khodadin ist 1,68 m groß und wiegt 60 kg. Sie wurde von Marc Froissard, Jacques Piasenta und Renaud Longuèvre trainiert. Seit 2003 ist sie mit dem ehemaligen Weitspringer Mohamed Khodadin verheiratet.

## Persönliche Bestleistungen
- 60 m (Halle): 7,23 s, 1. Februar 1997, Eaubonne
- 100 m: 11,35 s, 24. Mai 1998, Bonneuil-sur-Marne
- 50 m Hürden (Halle): 6,80 s, 2. März 2003, Aubière
- 60 m Hürden (Halle): 7,82 s, 7. März 2004, Budapest
- 100 m Hürden: 12,66 s, 15. Juli 2005, Angers
- Weitsprung: 6,80 m, 29. Juni 1997, Villeneuve-d’Ascq
  - Halle: 6,78 m, 16. Februar 1997, Liévin